# Jonny Makeup
Jon Henry Szymanski (ur. 21 września 1984 r.), znany jako Jonny Makeup – amerykański muzyk.

## Biogram
Był członkiem grupy muzycznej V.I.P. Party Boys. Jego wokal można było następnie usłyszeć w utworze Cazwella "I Seen Beyonce at Burger King", nagrał także singel przy pomocy producentów muzycznych Cory'ego Nitty i Dallasa Austina. Wystąpił gościnnie w reality show stacji E! Króliczki Playboya (The Girls Next Door), a w roku 2009 pojawił się w czterech odcinkach spin-offu widowiska pt. Kendra (autorskim programie Kendry Wilkinson, znanej z Króliczków...).
Jest otwarcie zdeklarowanym gejem.
Zespół Gravy Train napisał o nim piosenkę zatytułowaną "Jonny Makeup".